# دروازه دهلی (فیلم)
دروازه دهلی (انگلیسی: Delhi Gate) یک فیلم اکشن کمدی رمانتیک، محصول پاکستان است که توسط ندیم چیما کارگردانی شده‌است. در این فیلم جاوید شیخ، شفقت چیما، رما مایکل، خالد بات، قوی خان، یاسر خان و سوزان فاطیما، ایفای نقش می‌کنند.